# WWE Bottom Line
WWE Bottom Line est un programme télévisé de la World Wrestling Entertainment qui récapitule les événements ayant lieu lors de l'émission de catch Raw. Il a remplacé le show précédent : WWE Livewire. Le show fut diffusé aux États-Unis du 24 mai 2002 à septembre 2005 où il a été enlevé par le syndicat.
Au Royaume-Uni, Bottom Line a d'abord été programmé le samedi midi sur Sky One et repris pendant la semaine sur Sky Sport. En 2005, il a été déplacé sur Sky Sport 3 chaque samedi midi, de même qu'il a été utilisé sur Sky One. Il est finalement programmé le lundi matin et le mercredi soir.
Bottom Line s'exporte toujours aux marchés internationaux pour accomplir des engagements de programmation. L'émission est diffusée en Asie du Sud sur Ten Sports, en Italie sur GXT, aux Philippines sur Jack TV et au Moyen-Orient sur ShowSports 4.Le 16 février 2008, Bottom Line a célébré son 300e épisode.

## Présentateurs
| Date(s)                     | Présentateur principale | Présentateur secondaire |
| --------------------------- | ----------------------- | ----------------------- |
| 24 mai 2002-2003            | Jonathan Coachman       | Aucun                   |
| 2003-2005                   | Marc Lloyd              | Aucun                   |
| 2005-septembre 2007         | Todd Grisham            | Aucun                   |
| octobre 2007-décembre 2009  | Jack Korpela            | Aucun                   |
| Janvier 2010-octobre 2012   | Scott Stanford          | Aucun                   |
| novembre 2012-novembre 2013 | Tom Phillips            | Renee Young             |
| décembre 2013-octobre 2014  | Scott Stanford          | Aucun                   |
| novembre 2014-juillet 2016  | Kyle Edwards            | Corey Graves            |
| août 2016 - mars 2017       | Cathy Kelley            | Aucun                   |
| avril 2017 présent          | Scott Stanford          | Aucun                   |